# Pinticu
Pinticu – wieś w Rumunii, w okręgu Bistrița-Năsăud, w gminie Teaca. W 2011 roku liczyła 760 mieszkańców.